# Club Biguá de Villa Biarritz
El Club Biguá de Villa Biarritz es un club polideportivo de la ciudad de Montevideo, Uruguay. Fue fundado el 14 de abril de 1931 en Villa Biarritz, barrio próximo al de Punta Carretas.
Su principal actividad deportiva es el baloncesto, y su equipo juega en la Liga Uruguaya de Básquetbol, certamen que obtuvo en las temporadas 2007-08, 2008-09, 2021 y 2021-22 . También obtuvo a nivel internacional el Campeonato Sudamericano de Clubes Campeones en dos oportunidades (1992 y 2008) y en 2022 fue Vicecampeón de la BCL Américas.

## Historia

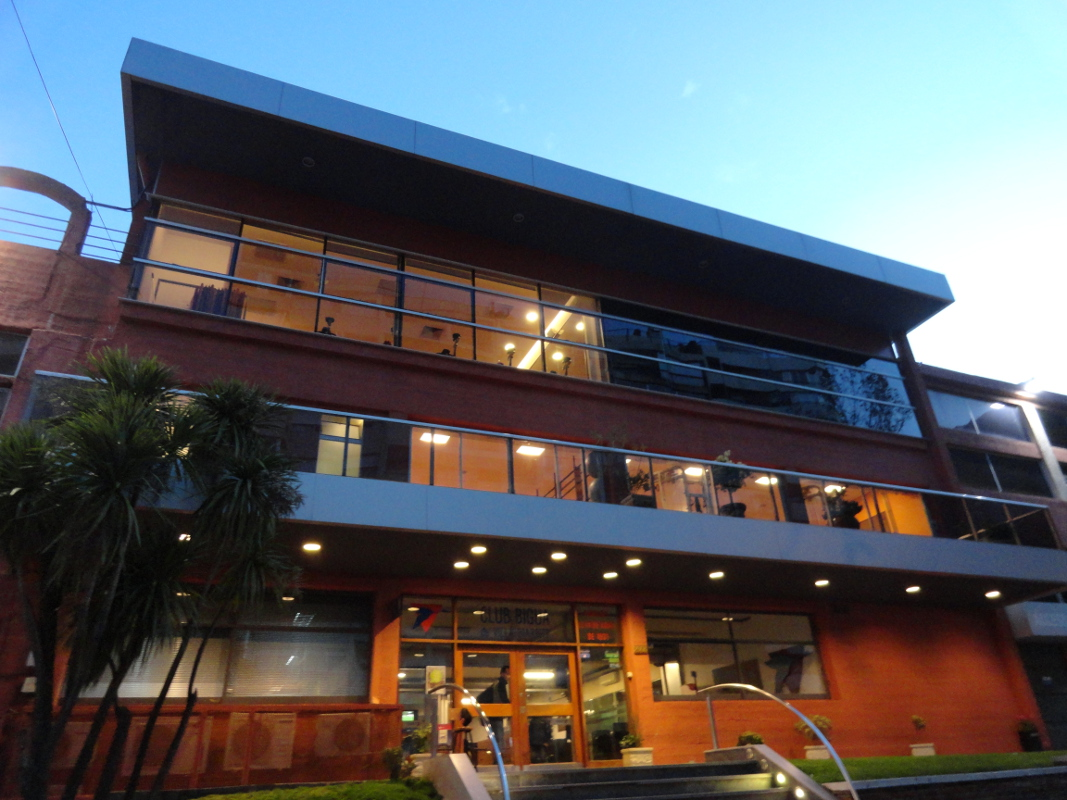
Entrada principal del Club Biguá.

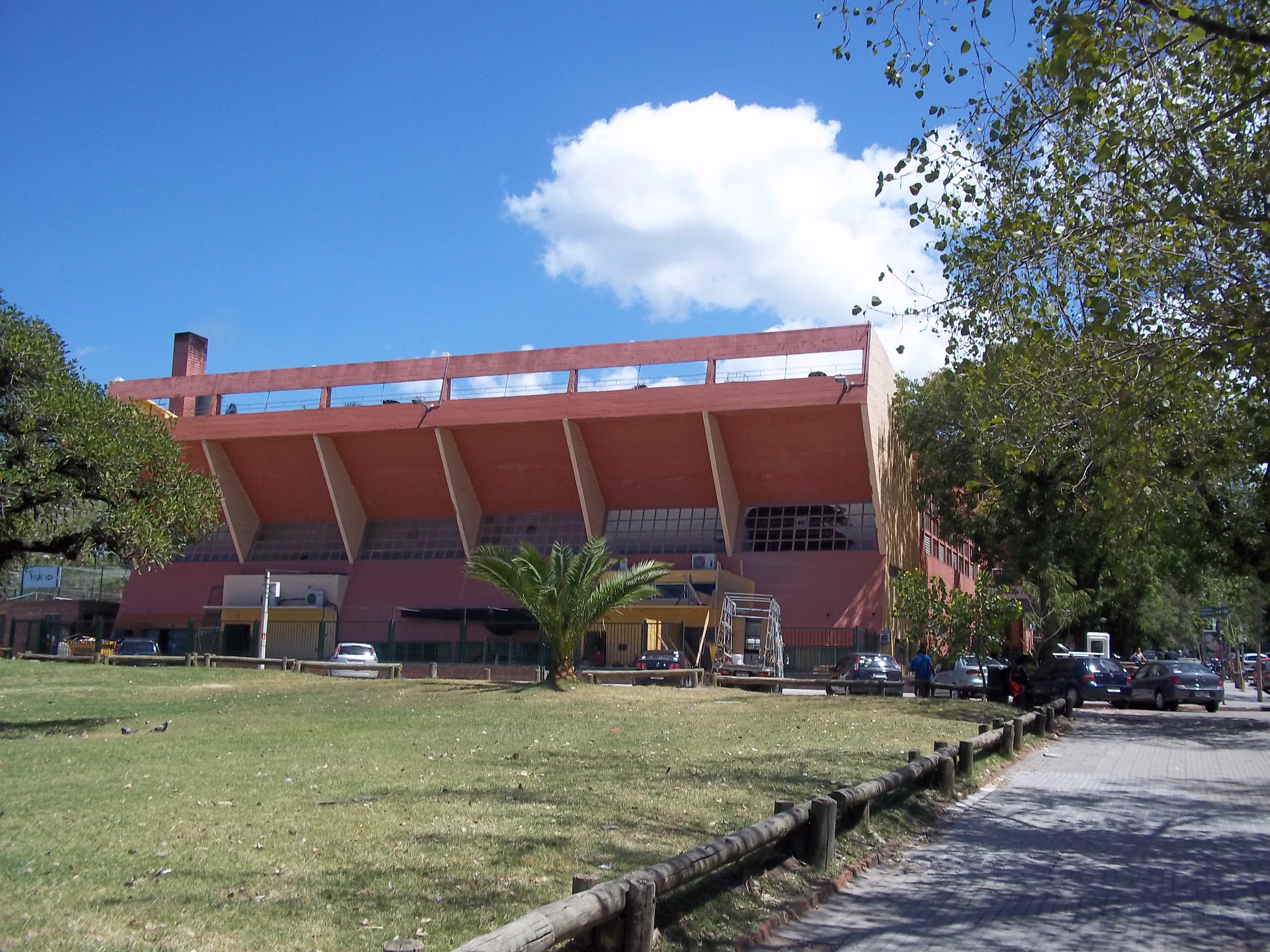
Fachada sur del Club Biguá.

Su nombre viene del nombre del Phalacrocorax olivaceus, pato que habita en la zona.
Además de baloncesto, en el club se practican diversas disciplinas como hockey, fútbol, tenis, natación sincronizada, waterpolo, natación, voleibol y gimnasia.

## Entrenadores
| Nombre               | Nac.                 | Período   |
| -------------------- | -------------------- | --------- |
| Víctor Hugo Berardi  | Bandera de Uruguay   | 1988-1992 |
| Javier Espíndola     | Bandera de Uruguay   | 1993      |
| Alejandro Gava       | Bandera de Uruguay   | 1995      |
| Rubens Valenzuela    | Bandera de Uruguay   | 1995-1996 |
| Enrique Perreta      | Bandera de Uruguay   | 1997      |
| Víctor Hugo Berardi  | Bandera de Uruguay   | 1998      |
| Enrique Perreta      | Bandera de Uruguay   | 1998      |
| Horacio Perdomo      | Bandera de Uruguay   | 1999-2000 |
| Francisco Bolaña     | Bandera de Uruguay   | 2000-2002 |
| Álvaro Tito          | Bandera de Uruguay   | 2002-2003 |
| Edgardo Kogan        | Bandera de Uruguay   | 2004-2005 |
| Víctor Hugo Berardi  | Bandera de Uruguay   | 2005      |
| Álvaro Tito          | Bandera de Uruguay   | 2006      |
| Marcelo Signorelli   | Bandera de Uruguay   | 2007      |
| Alejandro Álvarez    | Bandera de Uruguay   | 2008      |
| Néstor García        | Bandera de Argentina | 2008-2009 |
| Alejandro Álvarez    | Bandera de Uruguay   | 2009-2010 |
| Edgardo Kogan        | Bandera de Uruguay   | 2010      |
| Juan Carlos Werstein | Bandera de Uruguay   | 2010      |
| Guillermo Narvarte   | Bandera de Argentina | 2011      |
| Álvaro Tito          | Bandera de Uruguay   | 2012–2013 |
| Marcelo Capalbo      | Bandera de Uruguay   | 2014      |
| Esteban Yaquinta     | Bandera de Uruguay   | 2014      |
| Edgardo Kogan        | Bandera de Uruguay   | 2014-2018 |
| Edgardo Kogan        | Bandera de Uruguay   | 2018-2020 |
| Hernán Laginestra    | Bandera de Argentina | 2020-2021 |
| Diego Cal            | Bandera de Uruguay   | 2021-2023 |
| Gregorio Martínez    | Bandera de Argentina | 2023      |
| Nicolás Mazzarino    | Bandera de Uruguay   | 2023      |

## Palmarés

### Campeonatos nacionales

#### Títulos de Primera División (7)
- Campeonato Federal (3): 1988, 1989 y 1990.
- Liga Uruguaya de Básquetbol (4): 2007-08, 2008-09, 2021 y 2021-22

#### Otros torneos (2)
- Torneo Super 4 (2): 2008.2023
- Copa Atenas (1): 2008.

### Campeonatos internacionales (2)
- Campeonato Sudamericano de Clubes Campeones (2): 1992 y 2008.